# Укрнафтохімпроект
АТ «Укрнафтохімпрое́кт» — український інститут з проєктування нафтопереробних і нафтохімічних підприємств — лідер у розробці проєктно-кошторисної, конструкторської документації, проведенні інженерно-геологічних та топограф-геодезичних робіт для капітального будівництва, реконструкції, розширення і технічного переобладнання підприємств нафтопереробної та нафтохімічної промисловості, об'єктів промислового і цивільного призначення України, Республіки Казахстан, республіки Білорусь та інших країн.
АТ «Укрнафтохімпроект» спеціалізується на виконанні проєктних робіт, але особливістю є те, що компанія надає замовнику увесь обсяг послуг, від виконання базового проєкту та робочого проєктування до виготовлення, поставки, монтажу та пуску устаткування в експлуатацію.

## Історія створення інституту
- 1958 рік — наказ Державної планової комісії УРСР про залучення інституту «Укрдіпрошахт» до виконання науково-дослідних і проєктно—вишукувальних робіт для підприємств нафтової, нафтопереробної і газової промисловості. Постановою Ради Міністрів УРСР від 11.06.1959 «Укрдіпрошахт» перетворений в «УкрНДІпроект»;
- 1963 рік — у зв'язку із зміною структури управління промисловістю УРСР нафтовий профіль був виключений зі складу «УкрНДІпроект». На базі підрозділів нафтового профілю і Львівської філії інституту був утворений Український науково-дослідний та проектно-конструкторський інститут нафтової і нафтопереробної промисловості «УкрНДІдіпронафта»;
- 1966 рік — у зв'язку з розділенням Міністерства нафтової промисловості на Міністерство видобутку нафти та газу і Міністерство нафтопереробної та нафтохімічної промисловості було утворено інститут по переробці нафти і нафтохімії «ВНДІПКнафтохім»;
- 1982 рік — наказ Міннафтохімпрома про створення на базі інституту «ВНДІПКнафтохім» — НПО малотонажних і змащувальних матеріалів «МАСМА»;
- 1992 рік — реорганізація НПО «МАСМА» та створення окремого проєктно-конструкторського інституту «Укрдіпронафтохім» з безпосереднім підпорядкуванням Держхімпрому України;
- 1994 рік — корпоратизація та акціонування. Наказом «Держкомнафтогаз» створено ВАТ «Укрнафтохімпроект», що стало правонаступником інституту «Укрдіпронафтохім».

## Діяльність інституту
З 2000 року інститут приступив до реорганізації своєї традиційної проєктної структури в сучасну інжинірингову компанію. З цією метою були встановлені прямі корпоративні зв'язки з провідними фірмами РФ і України, в тому числі: науково-виробничою компанією «Кедр-89», машинобудівними заводами «Пензхіммаш» і «Пензкомпресормаш», а також науково-дослідним інститутом «УкрНДІхіммаш», м. Харків.
Встановлені прямі контакти на рівні господарюючих суб'єктів з провідними світовими розробниками базових технологій — компаніями «ABB Lummus Global», «Shell», «Parsons E&K», «UOP», «AXENS». У цей же період, в структурі інституту були створені нові підрозділи — відділ пусконалагоджувальних робіт, відділ по проєктуванню печей, відділ автоматизації проєктних робіт.
Вказаний комплекс заходів дозволив інституту, вже з 2001 року, приступити до надання Замовникам комплексів послуг, що включають:
- розробку техніко-економічних розрахунків і обґрунтувань інвестицій;
- розробку комплектної проєктно-кошторисної документації по всіх спеціальностях і розділах в електронному вигляді;
- виконання пусконалагоджувальних робіт і авторський нагляд за будівництвом.

Організація спільних робіт всіма учасниками інвестиційного процесу проводиться відповідно до корпоративних стандартів, які регулюють процес паралельної поетапної розробки проєктно-кошторисної документації, розробку конструкторської документації на устаткування і його виготовлення, виконання будівельно-монтажних і пуско-налагоджувальних робіт.
За рахунок поєднання за часом і чіткого виконання крізних графіків при розробці окремих етапів проєктно-кошторисної документації з розробкою і виготовленням устаткування, виконанням будівельно-монтажних і пусконалагоджувальних робіт досягається значне скорочення загального інвестиційного циклу проєктування, спорудження та введення в експлуатацію крупних виробничих об'єктів.

## Структура підприємства
АТ «Укрнафтохімпроект» — це головний офіс у м. Києві та 4 філії у м. Львові, м. Харкові, м. Сє́вєродонецьку та м. Херсоні.

## Інформаційні технології
АТ «Укрнафтохімпроект» має сучасну технічну базу, нормативно-інформаційне, а також ліцензійне універсальне та спеціальне програмне забезпечення, що охоплює всі спеціальності та напрямки діяльності інституту, дозволяє виконувати проєктно-вишукувальні роботи на високому професійному та сучасному рівні. Інститут постійно покращує та нарощує свій технічний потенціал. 100% робочих місць проєктувальників оснащено персональними комп'ютерами 4-го покоління, а також необхідним програмним забезпеченням. Усі робочі місця проєктувальників об'єднані структурованою локальною обчислювальною мережею, що цілодобово діє на базі восьми серверів. Робочі місця провідних спеціалістів мають доступ до швидкісної мережі «Internet», обладнані усіма сучасними засобами зв'язку.
Нові інформаційні технології та засоби автоматизації проєктних робіт надають АТ «Укрнафтохімпроект» інструменти, що дозволяють розширити кордони бізнесу, прискорити розробку проєктів та оптимізувати свою діяльність, підтримувати конкурентноздатність компанії та здійснити її вихід на міжнародне співробітництво, забезпечують прискорений розвиток підприємства.
З 2009 року працює система керування проєктами (Spider Project Profesoinal).